# Trochosa
Trochosa är ett släkte av spindlar som beskrevs av Carl Ludwig Koch 1847. Trochosa ingår i familjen vargspindlar.

## Dottertaxa tillTrochosa, i alfabetisk ordning[1][2]
- Trochosa acompa
- Trochosa adjacens
- Trochosa albifrons
- Trochosa albipilosa
- Trochosa alboguttulata
- Trochosa albomarginata
- Trochosa albopunctata
- Trochosa alviolai
- Trochosa annulipes
- Trochosa aperta
- Trochosa apothetica
- Trochosa aquatica
- Trochosa arctosina
- Trochosa bannaensis
- Trochosa beltran
- Trochosa bukobae
- Trochosa cachetiensis
- Trochosa canapii
- Trochosa charmina
- Trochosa corporaali
- Trochosa dentichelis
- Trochosa entebbensis
- Trochosa fageli
- Trochosa garamantica
- Trochosa gentilis
- Trochosa glarea
- Trochosa gravelyi
- Trochosa guatemala
- Trochosa gunturensis
- Trochosa himalayensis
- Trochosa hispanica
- Trochosa hoggi
- Trochosa hungarica
- Trochosa immaculata
- Trochosa impercussa
- Trochosa infausta
- Trochosa insignis
- Trochosa intermedia
- Trochosa iviei
- Trochosa joshidana
- Trochosa kaieteurensis
- Trochosa kalukanai
- Trochosa liberiana
- Trochosa lucasi
- Trochosa lugubris
- Trochosa magdalenensis
- Trochosa magna
- Trochosa masumbica
- Trochosa melloi
- Trochosa menglaensis
- Trochosa minima
- Trochosa moluccensis
- Trochosa mundamea
- Trochosa niveopilosa
- Trochosa obscura
- Trochosa ochracea
- Trochosa papakula
- Trochosa paranaensis
- Trochosa pardaloides
- Trochosa parviguttata
- Trochosa persica
- Trochosa phyllis
- Trochosa praetecta
- Trochosa presumptuosa
- Trochosa propinqua
- Trochosa pseudofurva
- Trochosa punctipes
- Trochosa quinquefasciata
- Trochosa reichardtiana
- Trochosa reimoseri
- Trochosa robusta
- Trochosa ruandanica
- Trochosa ruricola
- Trochosa ruricoloides
- Trochosa sanlorenziana
- Trochosa semoni
- Trochosa sericea
- Trochosa spinipalpis
- Trochosa suiningensis
- Trochosa tangerana
- Trochosa tenebrosa
- Trochosa tenella
- Trochosa tenuis
- Trochosa terricola
- Trochosa tristicula
- Trochosa unmunsanensis
- Trochosa ursina
- Trochosa werneri
- Trochosa wuchangensis
- Trochosa vulvella
- Trochosa wundurra